# María Gabriela de Faría
María Gabriela de Faría Chacón (Caracas, 11 de septiembre de 1992) es una actriz y filántropa venezolana que saltó a la fama por su papel de Isabella Pasquali en la telenovela juvenil de Nickelodeon Latinoamérica Isa TKM. En paralelo con alguno de sus papeles, ha participado como cantante para algunos de sus proyectos, pero afirma que esta no es una de sus profesiones.
En 2006, De Faría obtuvo el papel de Wendy en la serie de televisión de RCTV, Tukiti, crecí de una. De 2008 a 2010, interpretó el personaje de Isabella Pasquali en la serie original de Nickelodeon Isa TKM, y su secuela Isa TK+. También participó en las bandas sonoras de la telenovela y fue miembro del grupo musical Isa TKM. Gracias al éxito de la franquicia, De Faría se estableció como ídolo adolescente en América Ibérica.
En 2010, recibió el premio a «Personaje Femenino Favorito de Una Serie» en los Nickelodeon Kids' Choice Awards México y a «Actriz Favorita» en los Meus Prêmios Nick organizado por Nickelodeon Brasil. En 2011, interpretó un personaje más maduro después de realizar una participación especial en la serie original de Fox Latinoamérica Mentes en Shock, en donde interpretó a Mara, una joven con trastornos psicóticos. En mayo de 2011, participó en la gira Isa Forever, interpretando algunos temas de las bandas sonoras de la telenovela y formó parte de la gira de la banda Panorama Express. En 2011, formó parte del elenco principal de la segunda y tercera temporada de la serie de Nickelodeon Latinoamérica, Grachi, interpretando a Mía Novoa, una villana bruja con poderes mágicos. A finales de 2012, De Faría apareció en la película colombiana El paseo 2 en el papel de Natalia, junto a John Leguizamo y Karen Martínez.
En 2014 protagonizó en Venezuela la telenovela de RTI Producciones y RCTV Virgen de la calle, junto a Juan Pablo Llano. De 2015 a 2016, estelarizó la serie de Nickelodeon Yo soy Franky, interpretando a Franky Andrade. Durante 2018 interpretó a María en Deadly Class, serie que fue emitida en 2019 y duró una temporada. En enero de 2020 se casó con Christian McGaffney, con quien había iniciado un noviazgo desde el periodo de grabación de Virgen de la calle.
En 2023, fue seleccionada por James Gunn para interpretar a Angela Spica («La Ingeniera») en la película Superman (2025), del universo cinematográfico de DC. Tras un largo proceso de audición, se sometió a entrenamientos físicos intensivos durante más de ocho meses para reflejar la dualidad humana y tecnológica del personaje.
Actualmente, es una fiel defensora del medio ambiente y los animales, participando en labores activistas en favor de la conservación.

## Biografía
De Faría nació en Caracas, Venezuela el 11 de septiembre de 1992, hija de Antonio de Faría y María Gabríela Chacón, y tiene un hermano llamado Gabriel.[cita requerida]

## Trayectoria profesional

### 2002-07: Primeros trabajos y despegue actoral
De Faría inició su carrera trabajando en campañas publicitarias, cine, teatro y actuando en telenovelas venezolanas, en el año 2002 con tan solo 10 años. obtuvo el papel de Marifé en la telenovela venezolana Trapos íntimos, para después trabajar en La señora de Cárdenas (en el 2003), Ser bonita no basta y la serie juvenil Túkiti, crecí de una, una producción de RCTV de Venezuela, donde interpretó a la protagonista Wendy, una joven enamorada de su mejor amigo Antonio, interpretado por Eugenio Keller, incapaz de confesar lo que siente, actuación que le fue reconocida en la entrega anual de los Premios Dos de Oro de la cadena RCTV, destacándola como Actriz Juvenil del Año, posteriormente destacó por la telenovela Toda una Dama junto a su exnovio Reinaldo Zavarce, donde interpretó a Helena Trujillo, una joven rebelde amante de la música electrónica, además en 2007 fue una de las coanimadoras del espacio infantil La Merienda de RCTV.
En ese momento, María Gabriela ya era atraída por todos los medios de comunicación y fue solicitada por Nickelodeon Latinoamérica.[cita requerida]

### 2008-10: Éxito deIsa TKM

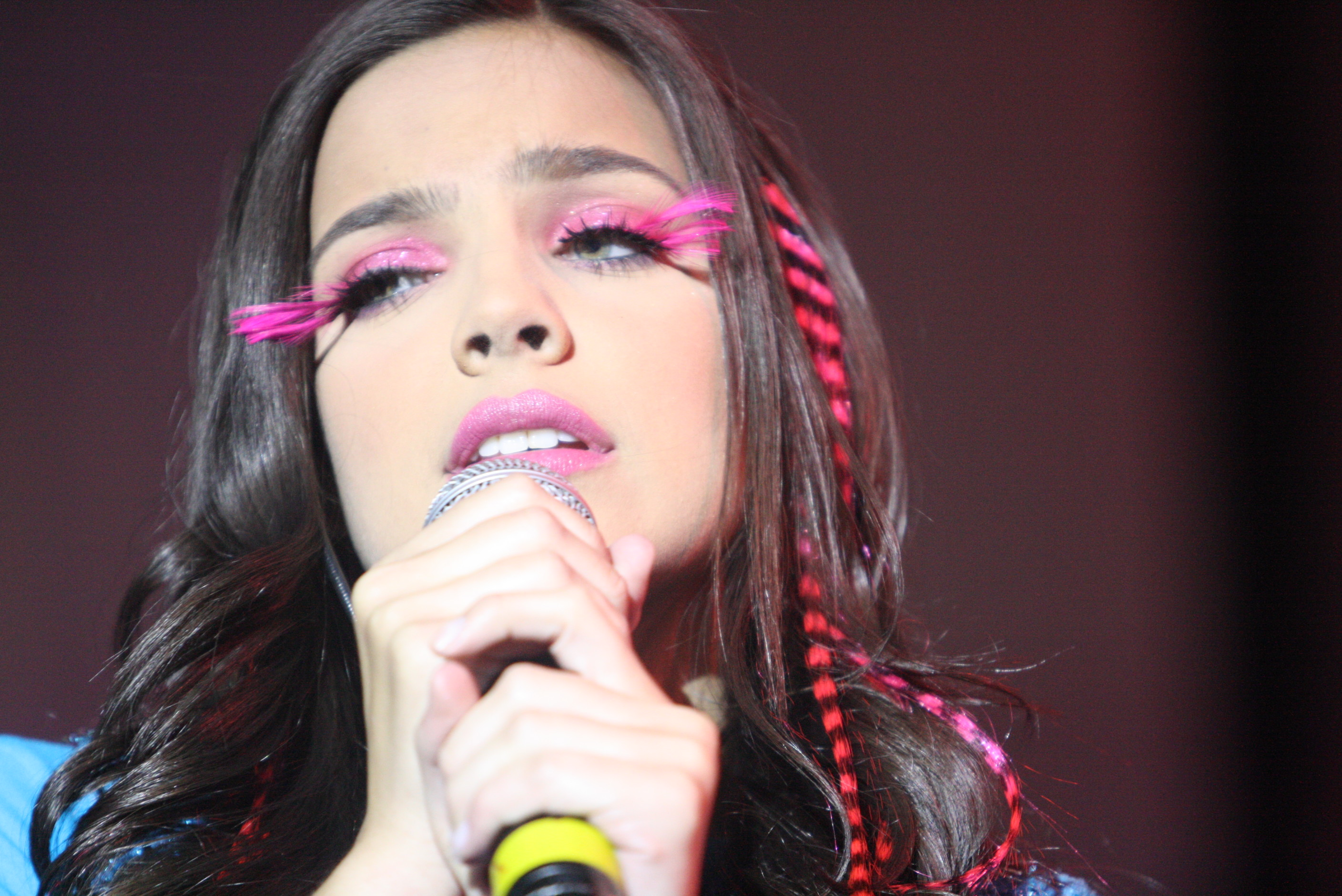
De Faría interpretando a Isabella Pasquali en el espectáculo musical de Isa TKM en Bogotá, Colombia (2010).

María Gabriela se dio a conocer fuera de Venezuela por la telenovela Isa TKM, en la que interpretó al personaje principal Isabella Pasquali, una adolescente carismática que debe afrontar problemas como el primer amor y buscar a sus verdaderos padres, en una historia que combina humor, música y romance. La telenovela fue transmitida por Nickelodeon Latinoamérica y fue producida y grabada en Venezuela.
Isa TKM fue un éxito internacional instantáneamente. Fue escrito por la novelista venezolana Mariela Romero y dirigido por Arturo Manuitt. Por su parte, Tatiana Rodríguez, vicepresidente de Programación y Estrategia Creativa de Nickelodeon Latinoamérica, destacó: “En Nickelodeon nos dedicamos constantemente a ofrecerle a nuestra audiencia una variedad de estilos. Por ello, estamos encantados de ser parte de este hermoso proyecto que nos dará la oportunidad de llevar a los televidentes la primera serie juvenil original del canal”. Nickelodeon Latinoamérica tenía pensado que la novela solo tuviera 75 episodios, pero no se esperaban que la novela tuviera una excelente aceptación convirtiéndose en la telenovela más vista de toda Latinoamérica superando a todos los canales por suscripción existentes y a canales de señal abierta en cada país. Con el índice de audiencia alcanzado en los primeros 75 episodios, se decidió alargarle 25 episodios más. Junto a la serie, De Faria se unió al grupo musical Isa TKM, con el cual grabó la banda sonora homónima de la primera temporada. Con la primera temporada de Isa TKM siendo todo un éxito, De Faria se embarcó junto a su grupo musical al primer tour de la serie de televisión, Ven A Bailar, presentándose en numerosas ciudades y países de toda Latinoamérica. El primer álbum de la serie fue un éxito en ventas, posicionado como número 1 en ventas en diversos países de América Latina y obtuvo varias certificaciones.
También De Faria fue la anfitriona junto a Reinaldo Peche en el Pre-Show de Los Premios MTV Latinoamérica el 15 de octubre de 2009.
Después del éxito obtenido con Isa TKM que alcanzó altos índices de audiencia, en sus emisiones en Latinoamérica de 50.0 de audiencia según la AGB,[cita requerida] Nickelodeon Latinoamérica anunció el lanzamiento de una segunda temporada, promocionada como Isa TK+, esta vez grabada en Colombia. La segunda temporada se estrenó a nivel Hispanoamericano el 28 de septiembre de 2009 y terminó de transmitirse oficialmente el 26 de marzo de 2010. “Después del gran éxito y la increíble aceptación de Isa TKM en la región, fue para nosotros una decisión natural seguir adelante con una de las historias más queridas por la audiencia del canal”, aseguró Tatiana Rodríguez, vicepresidenta de Programación y Estrategia Creativa de Nickelodeon Latinoamérica. Junto a la segunda temporada se lanzó el disco Sigo Al Corazón que salió a la venta el 25 de noviembre de 2009. Isa TK+ a pesar de ser un éxito, no se acordó nunca en realizar una tercera temporada. Después del término de la franquicia, De Faria se unió con campañas y organizaciones sin fines de lucro para apoyar los derechos animales.

### 2011–2013:Isa Forever,Grachi y Virgen de la calle
En enero de 2011 De Faria anunció que estaría en un tour titulado Isa Forever con las bandas sonoras asociadas a Isa TKM y Isa TK+. El tour comenzó en Brasil el 15 de abril de 2011, con la presentación en Belo Horizonte.
De Faria tuvo una aparición especial en la serie de televisión original de Fox Latinoamérica Mentes en Shock el 12 de abril de 2011 donde interpretó a una quinceañera que aparentemente sufrió un "Brote Psicótico por abuso de sustancias", llamada Mara.
El 10 de abril de 2011 De Faria y la banda de su expareja, Panorama Express realizaron una videollamada en vivo con sus seguidores, donde ella habló sobre un proyecto llamado Lixta Calixta, donde confesó: "Grabamos el piloto y vamos a ver para cuando empezamos el proyecto, pero a lo mejor sale para principios del año que viene así que espérenlo" y también dijo que estaría en negociaciones para lanzar un álbum como solista. El 7 de junio de 2011 fue confirmado por la página web "La Teen Gossip", que De Faria haría parte del elenco principal de la serie de televisión Grachi, en su segunda temporada, luego fue confirmada una tercera temporada de dicha serie en la que De Faria participaría de nuevo.
En 2014, María fue elegida para protagonizar la nueva versión de la popular telenovela venezolana Juana, la Virgen, que ahora se llamaría La Virgen de La Calle. María interpretó a Juana, una joven virgen que acaba de ganar una beca en Estados Unidos pero se ve incapaz de hacerlo cuando, por un error médico, es inseminada artificialmente y queda embarazada.

### 2015–2017:Yo soy FrankyyVikki RPM
En 2015, María Gabriela regresó a Nickelodeon interpretando el papel principal de la serie Yo Soy Franky, la historia de un robot adolescente llamado Franky, que fue creado para infiltrarse en adolescentes y probar la posibilidad de humanizar a los androides y permitirles vivir entre los humanos. La serie se convirtió en un gran éxito en América Latina.
A finales de 2015, María comenzó a grabar su tercer largometraje, el thriller colombiano Pacífico, que cuenta la historia de un grupo de jóvenes viajeros que terminan varados en una isla colombiana que ha escondido una presencia maligna durante siglos. La actriz interpretó a la joven Erika y protagonizó junto a actores como Ricardo Abarca y Diana Neira, con quienes trabajó en Isa TK+, y el también ex-RBD Christopher Uckermann.
En 2017 viajó a Miami para participar en la grabación de algunos episodios de la telenovela llamada Vikki RPM, donde interpretó a Francesca, una kartista muy talentosa y premiada. Aún en el mismo año, también protagonizó con el mismo personaje, junto a Andrés Mercado, una webserie spin-off de la telenovela Vikki RPM, titulada La Velocidad de La Luz, que cuenta la historia de amor de Francesca y Matías. La serie web estuvo disponible en Latin Nick Play.

### 2018–2022:Deadly Class
En 2018 se estrenó el largometraje Plan V, cuarta película grabada por la venezolana, donde interpretó a Fernanda, la más loca y atrevida de su grupo de amigas; además de haber protagonizado junto a la ex-EME 15, Natasha Dupeyrón. María luego se unió al elenco de la segunda temporada de la serie de Fox llamada SITIADOS, grabada en Colombia, que trata historias ocurridas durante la conquista y colonización de América Latina. En la trama, la venezolana interpreta a una guerrera indígena que lucha por su tribu, la cual no quiere ser comprada por los españoles durante la conquista española.
En noviembre de 2018, se anunció una nueva serie original de Syfy llamada Deadly Class, basada en los cómics del mismo nombre del autor Rick Remender. María Gabriela fue elegida para interpretar a la mexicana María Salazar, a quien los narcotraficantes mataron a sus padres cuando era niña y fue conducida al crimen, convirtiéndose en una asesina que jura vengarse de quienes asesinaron a sus padres. El 4 de junio de 2019, Syfy canceló la serie después de una temporada.
En diciembre de 2019, María Gabriela confirmó en su Instagram que estaría en la versión americana de la serie producida por Fox, The Moodys. María Gabriela interpretó a Cora, la novia de un primo de la familia Moody que viene a pasar Navidad y casi instantáneamente forma una relación profunda con Dan, el hijo del Sr. Sean. En 2021, fue elegida para darle vida al personaje de Esperanza en la película de terror El Exorcismo de Dios. 

### 2025-presente
La venezolana fue anunciada, el 15 de noviembre de 2023, para interpretar a la villana Angela Spica, la Ingeniera, en la película de superhéroes del DCU, Superman (2025).

### Publicidad
En 2011 se unió como imagen publicitaria de la organización sin fines de lucro de Venezuela Ayuda al Perro Callejero. También contribuye con la organización publicando en su cuenta de Twitter perros que necesitan apadrinarse.

## Vida personal
De Faría tuvo una relación con el actor Eugenio Keller, el cual fue su primera pareja. Después, sostuvo una relación con el actor Reinaldo Zavarce, con el cual compartía créditos en la serie Isa TKM. Después de casi 7 años de relación en enero de 2020, se casó con el actor Christian McGaffney.

## Filmografía

### Cine
| Año  | Título              | Título                                                                  | Personaje                   | Director          | Ref           |
| Año  | Título original     | Título en español                                                       | Personaje                   | Director          | Ref           |
| ---- | ------------------- | ----------------------------------------------------------------------- | --------------------------- | ----------------- | ------------- |
| 2012 | El paseo 2          | en España: El paseo 2 en Hispanoamérica: El paseo 2                     | Natalia Calvo               | Harold Trompetero | [ 30 ]        |
| 2016 | Crossing Point      | en España: Crossing Point en Hispanoamérica: Crossing Point             | Olivia                      | Daneil Zirilli    |               |
| 2018 | Plan V              | en España: Plan V en Hispanoamérica: Plan V                             | Fernanda                    | Fez Noriega       |               |
| 2021 | The Exorcism of God | en España: El Exorcismo de Dios en Hispanoamérica: El Exorcismo de Dios | Esperanza                   | Alejandro Hidalgo | [ 31 ]        |
| 2021 | R and J             | en España: R#J en Hispanoamérica: R#J                                   | Nancy                       | Carey Williams    | [ 32 ]        |
| 2023 | The Duel            | en España: The Duel en Hispanoamérica: The Duel                         | Aphrodite                   | Justin Matthews   |               |
| 2024 | Pacífico            | en España: Pacífico en Hispanoamérica: Pacífico                         | Erika                       | Gonzalo Gutiérrez | [ 33 ] [ 34 ] |
| 2025 | Superman            | en España: Superman en Hispanoamérica: Superman                         | Angela Spica / La Ingeniera | James Gunn        | [ 35 ]        |
| TBA  | Little Squares      | en España: en Hispanoamérica:                                           | Almudena                    | Leonard Zelig     |               |

### Cortometrajes
| Año  | Título original | Personaje | Ref    |
| ---- | --------------- | --------- | ------ |
| 2024 | Cycles          | Lucía     | [ 36 ] |

### Telenovelas y series
| Año       | Título original        | Papel                                           | Notas                                                                          | Ref |
| --------- | ---------------------- | ----------------------------------------------- | ------------------------------------------------------------------------------ | --- |
| 2002-2003 | Trapos íntimos         | María Fernanda "Marifer" Lobo Santacruz Andueza |                                                                                |     |
| 2003      | La señora de Cárdenas  | María Elena Cárdenas Rodríguez                  |                                                                                |     |
| 2005      | Ser bonita no basta    | Andreína Márquez                                |                                                                                |     |
| 2006      | Amantes                | Nieta de Isabel y Camilo                        |                                                                                |     |
| 2006      | Túkiti, crecí de una   | Wendy                                           |                                                                                |     |
| 2006      | El don                 | Varios personajes                               |                                                                                |     |
| 2007–2008 | Toda una dama          | Helena Trujillo Laya                            |                                                                                |     |
| 2008–2010 | Isa TKM                | Isabella "Isa" Pasquali                         | Protagonista, telenovela juvenil Nickelodeon Latinoamérica                     |     |
| 2011      | Mentes en shock        | Mara                                            |                                                                                |     |
| 2011–2013 | Grachi                 | Mía Novoa                                       | Elenco principal, telenovela juvenil Nickelodeon Latinoamérica (temporada 2-3) |     |
| 2014      | La virgen de la calle  | Juana Pérez                                     |                                                                                |     |
| 2015–2016 | Yo soy Franky          | Franky Andrade                                  | 160 episodios                                                                  |     |
| 2017      | Vikki RPM              | Francesca Ortiz                                 |                                                                                |     |
| 2017      | La velocidad de la luz | Francesca Ortiz                                 | Webnovela                                                                      |     |
| 2018      | Sitiados               | Zaita                                           | 16 episodios                                                                   |     |
| 2018–2019 | Deadly Class           | María Esperanza Salazar                         | 10 episodios                                                                   |     |
| 2019      | The Moodys             | Cora                                            | 4 episodios                                                                    |     |
| 2023      | Animal Control         | Camila                                          | 3 episodios                                                                    |     |

### Videojuegos
| Año  | Título original | Rol                         | Ref    |
| ---- | --------------- | --------------------------- | ------ |
| 2025 | Fornite         | Angela Spica / La Ingeniera | [ 37 ] |

## Premios y nominaciones
| Año  | Premiación                    | Categoría                                | Trabajo              | Resultado |
| ---- | ----------------------------- | ---------------------------------------- | -------------------- | --------- |
| 2007 | Premios Dos de Oro            | Actriz Juvenil del Año                   | Túkiti, crecí de una | Ganadora  |
| 2009 | Meus Prêmios Nick             | Chica del Año                            | Isa TKM              | Nominada  |
| 2010 | Kids' Choice Awards México    | Personaje Femenino Favorito de Una Serie | Isa TK+              | Ganadora  |
| 2010 | Kids' Choice Awards México    | Look Favorito                            | Isa TK+              | Nominada  |
| 2010 | Meus Prêmios Nick             | Actriz Favorita                          | Isa TK+              | Ganadora  |
| 2012 | Kids' Choice Awards México    | Villano Favorito                         | Grachi               | Nominada  |
| 2012 | Kids' Choice Awards Argentina | Villano Favorito                         | Grachi               | Nominada  |
| 2013 | Kids' Choice Awards México    | Villano Favorito                         | Grachi               | Ganadora  |
| 2013 | Kids' Choice Awards Argentina | Villano Favorito                         | Grachi               | Nominada  |
| 2016 | Kids' Choice Awards           | Estrella Latina Favorita                 | Yo soy Franky        | Nominada  |
| 2016 | Kids' Choice Awards México    | Actriz Favorita                          | Yo soy Franky        | Nominada  |
| 2016 | Kids' Choice Awards Colombia  | Actriz Favorita                          | Yo soy Franky        | Ganadora  |
| 2016 | Kids' Choice Awards Argentina | Actriz Favorita                          | Yo soy Franky        | Nominada  |
| 2016 | Meus Prêmios Nick             | Chica Trendy                             | Yo soy Franky        | Nominada  |
| 2017 | Kids Choice Awards México     | Actriz Favorita                          | Yo soy Franky        | Nominada  |
| 2017 | Kids Choice Awards Colombia   | Actriz Favorita                          | Yo soy Franky        | Nominada  |